# اگنام سیول
اگنام سیول (به لاتین: Agnam Civol) یک منطقهٔ مسکونی در سنگال است که در Matam, Senegal واقع شده‌است.

## خصوصیات
اگنام سیول ۳٬۳۳۳ نفر جمعیت دارد.